# Haroldo I de Inglaterra
Haroldo I (Northampton, 1016/17 – Oxford, 17 de março de 1040), também chamado de Haroldo Pé de Lebre, foi Rei de Inglaterra de 1035 até sua morte, sucedendo ao seu pai Canuto II. Haroldo era filho ilegítimo de Canuto com Elgifu. O cognome Pé de Lebre refere-se às suas capacidades invulgares para a caça.
Hardacanuto, como filho legítimo do casamento de Canuto com Ema da Normandia, era o sucessor designado, mas Haroldo apoderou-se de Inglaterra. Durante o seu reinado, Alfredo e Eduardo, filhos de Etelredo II de Inglaterra e líderes do ramo saxão da casa real inglesa, regressaram a Inglaterra.
Haroldo nunca casou e teve apenas um filho ilegítimo que se tornou monge. Quando morreu em Oxford em 1040, o seu irmão Hardacanuto estava a preparar uma invasão para recuperar a herança deixada pelo pai. A morte de Haroldo abriu-lhe o caminho mas não apagou o rancor: chegado a Inglaterra exumou o corpo de Haroldo e atirou-o para um pântano.